# 掛川花鳥園

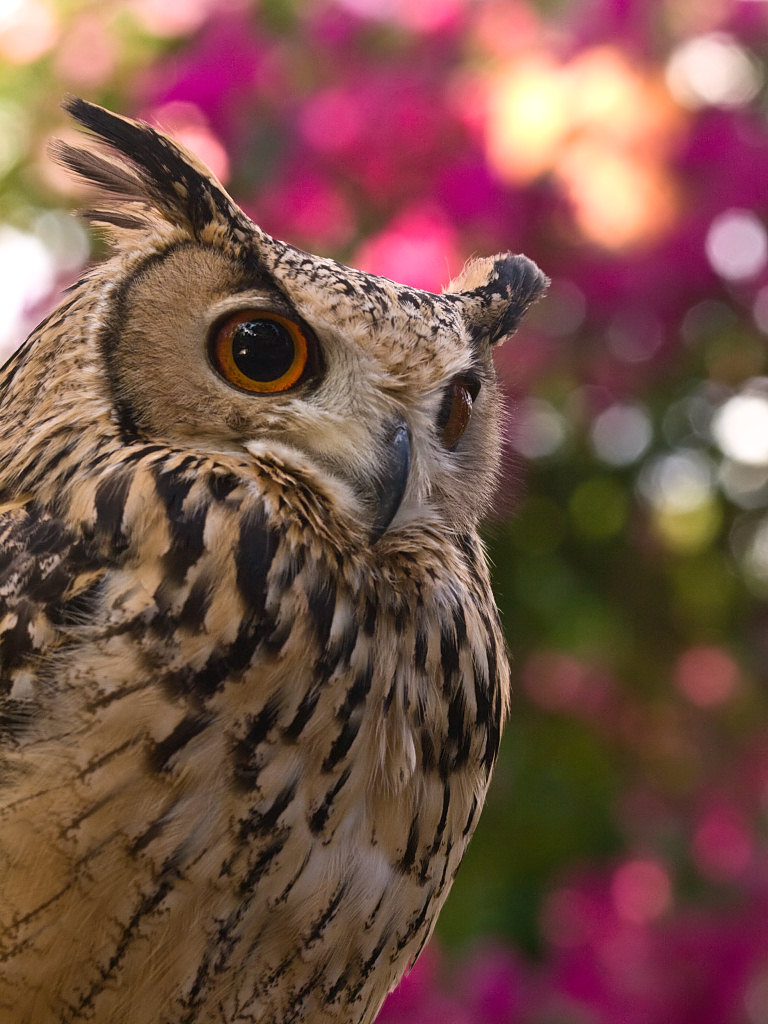
掛川花鳥園飼養的雕鴞

掛川花鳥園（かけがわかちょうえん）是一座日本鳥類展示園，位於静岡縣掛川市，由鳥類專家加茂元照創設，2003年9月20日開幕。
掛川花鳥園與傳統動物園相異，將鳥類飼養於開放空間大溫室，睡蓮、大鬼蓮、木曼陀羅等植物栽種在大溫室內。

## 主要施設

### 長屋門
正面入口。

### 大溫室

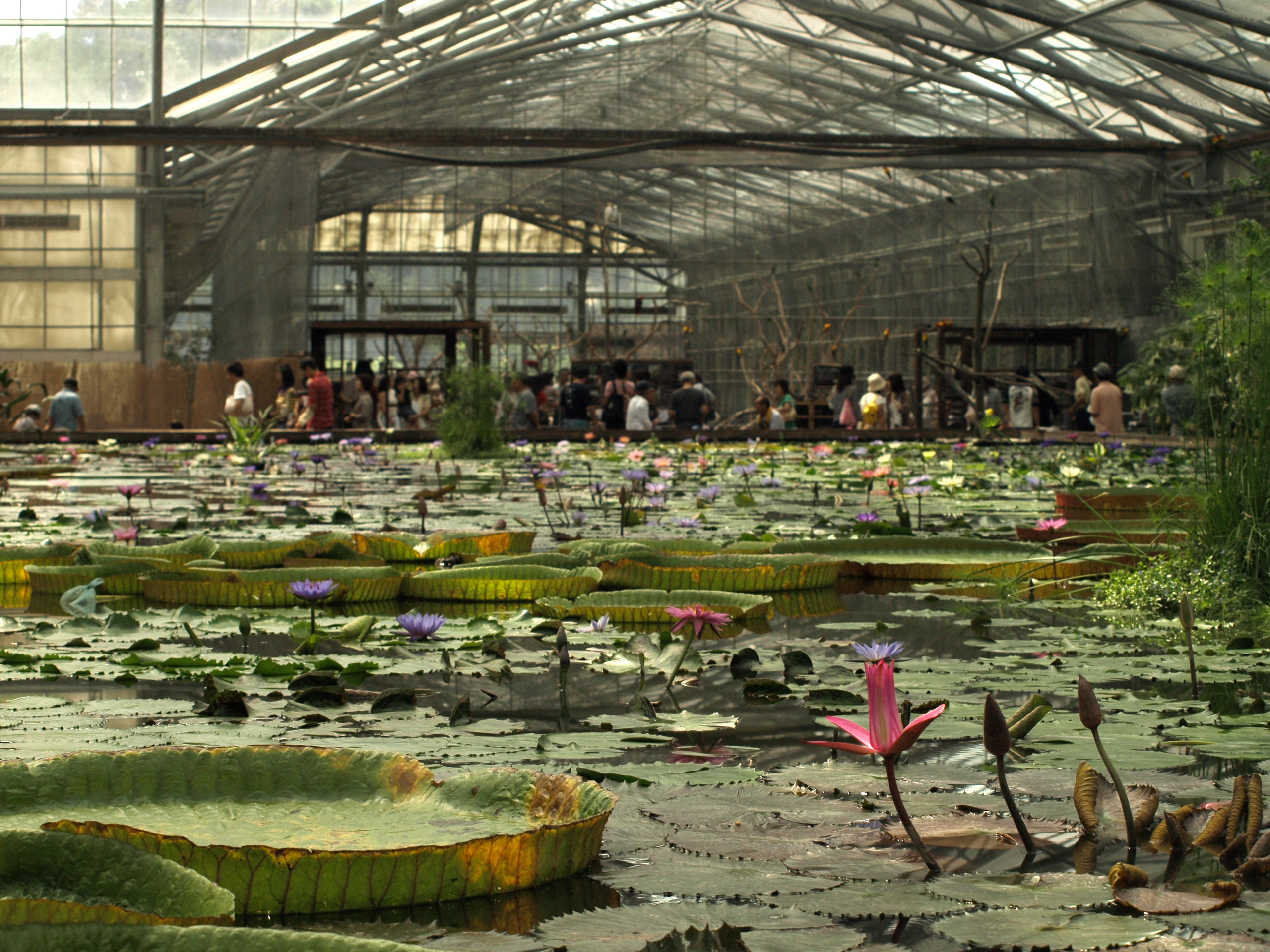
掛川花鳥園 大温室

大溫室栽種秋海棠、天竺葵、蘇丹鳳仙花、鞘蕊等植物。大溫室飼養許多鳥類，包含白臉角鴞、火烈鳥、鷸、雕鴞、孔雀、鸚鵡。

### 鴯鶓牧場
大溫室的屋外施設，鴯鶓居住在此。

### 水鳥池
水鳥池位於鴯鶓牧場隔壁。

## 交通
- JR掛川站南口徒歩9分
- 東名高速道路掛川IC

## 外部連結
- 掛川花鳥園 （页面存档备份，存于）
- @nifty：デイリーポータルZ:トリまみれになる （页面存档备份，存于）
- フクロウ、インコ、ペンギンと遊ぶ掛川花鳥園　鳥たちの飼育日記 （页面存档备份，存于）（公式ブログ）